# Anthurium lucioi
Anthurium lucioi är en kallaväxtart som beskrevs av Marcus A. Nadruz. Anthurium lucioi ingår i släktet Anthurium och familjen kallaväxter. Inga underarter finns listade.